# Monochamus nigrovittatus
Monochamus nigrovittatus är en skalbaggsart som beskrevs av Stefan von Breuning 1938. Monochamus nigrovittatus ingår i släktet Monochamus och familjen långhorningar.
Artens utbredningsområde är Sierra Leone. Inga underarter finns listade i Catalogue of Life.